# Филолай (лунный кратер)
Кратер Филолай (лат. Philolaus) — большой древний ударный кратер в северной приполярной области видимой стороны Луны. Название присвоено в честь древнегреческого философа, математика Филолая (ок.470 — после 400 до н. э.) и утверждено Международным астрономическим союзом в 1935 г. . Образование кратера относится к коперниковскому периоду.

## Описание кратера

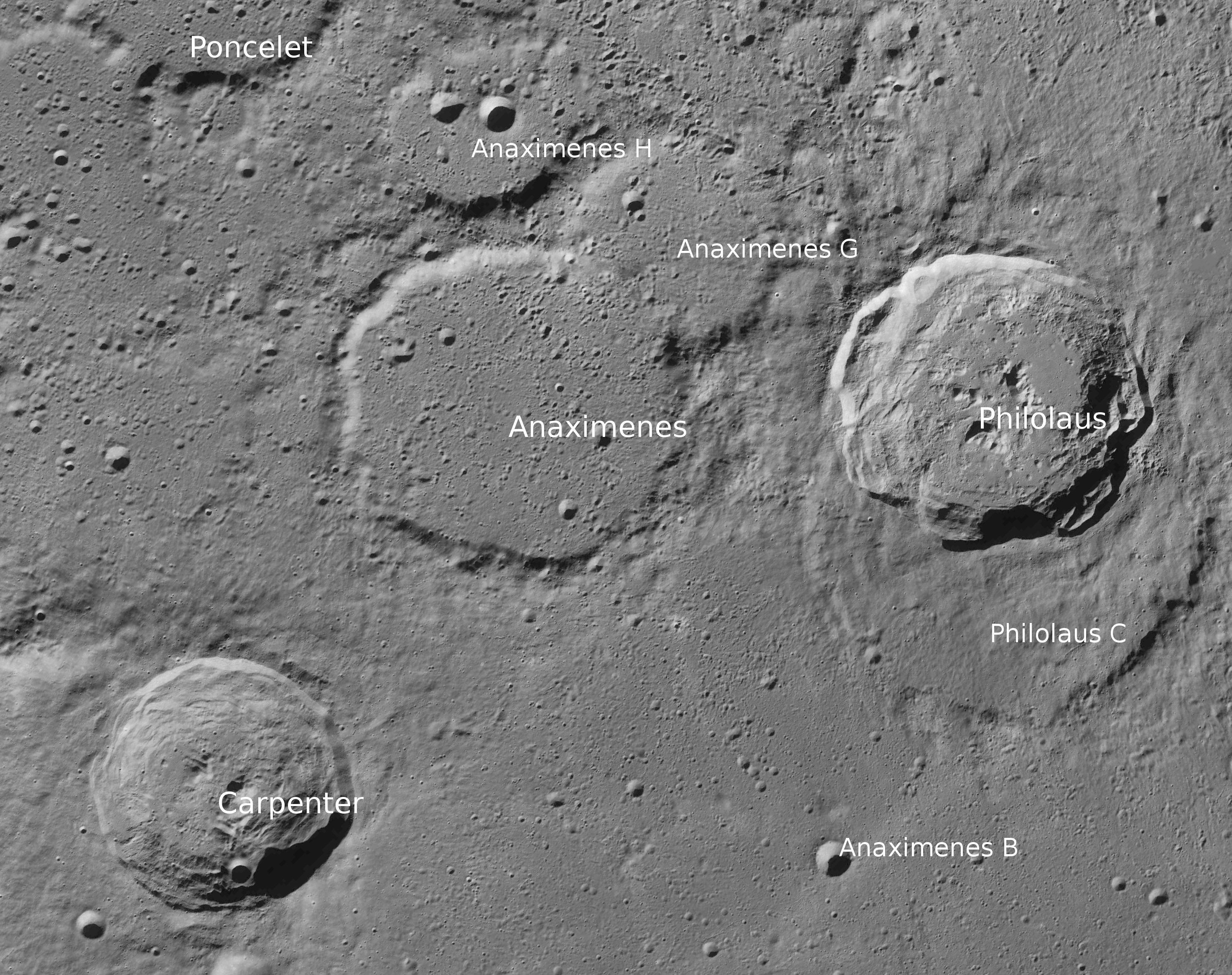
Окрестности кратера Филолай. Снимок зонда Lunar Reconnaissance Orbiter.

Ближайшими соседями кратера являются кратер Анаксимен на западе; кратер Муше на севере; а также кратеры Анаксагор и Гольдшмидт на востоке. Селенографические координаты центра кратера 72°13′ с. ш. 32°53′ з. д. / 72,22° с. ш. 32,88° з. д., диаметр 71,4 км, глубина 3680 м.
Кратер Филолай имеет полигональную форму и практически не разрушен. Вал с четко очерченной острой кромкой и массивным внешним склоном шириной приблизительно в половину диаметра кратера. Внутренний склон вала террасовидной структуры, со следами обрушения у подножья. В восточной части внутреннего склона видна массивная область обрушения треугольной формы. Высота вала над окружающей местностью достигает 1290 м, объём кратера составляет приблизительно 4350 км³. Дно чаши пересеченное, за исключением ровной области в северо-восточной части, изобилует отдельно стоящими холмами и короткими хребтами и практически не имеет видимых кратеров. Центр чаши окружен кольцом отдельных пиков. Массивный пик на юго-западе от центра чаши достигает высоты 1200 м, два пика к северу от него — 700 и 500 м, хребет на востоке от центра — 1300 м. Состав центральных пиков — анортозит (A), габбро-норито-троктолитовый анортозит с содержанием плагиоклаза 85-90 % (GNTA1).
Кратер Филолай включен в список кратеров с яркой системой лучей Ассоциации лунной и планетарной астрономии (ALPO).

## Сателлитные кратеры
| Филолай | Координаты                                            | Диаметр, км |
| ------- | ----------------------------------------------------- | ----------- |
| B       | 69°43′ с. ш. 24°28′ з. д. / 69,71° с. ш. 24,47° з. д. | 10,8        |
| C       | 71°14′ с. ш. 32°49′ з. д. / 71,23° с. ш. 32,82° з. д. | 98,1        |
| D       | 74°22′ с. ш. 27°40′ з. д. / 74,37° с. ш. 27,66° з. д. | 91,4        |
| E       | 69°38′ с. ш. 18°47′ з. д. / 69,64° с. ш. 18,79° з. д. | 11,0        |
| F       | 68°07′ с. ш. 18°22′ з. д. / 68,11° с. ш. 18,36° з. д. | 7,1         |
| G       | 69°11′ с. ш. 23°49′ з. д. / 69,18° с. ш. 23,82° з. д. | 102,7       |
| U       | 75°08′ с. ш. 33°13′ з. д. / 75,14° с. ш. 33,21° з. д. | 12,5        |
| W       | 75°43′ с. ш. 36°05′ з. д. / 75,72° с. ш. 36,09° з. д. | 16,0        |

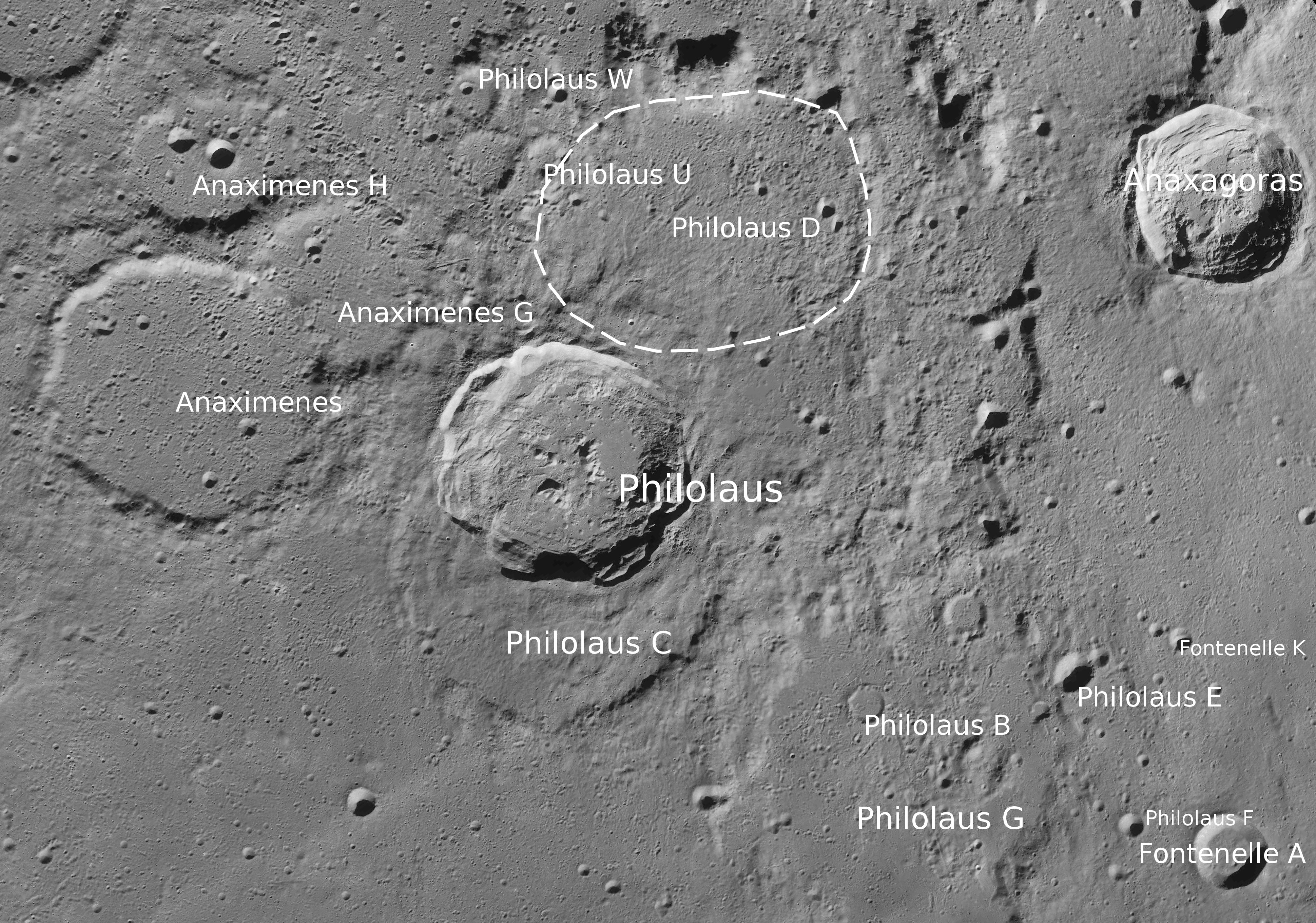
Снимок зонда Lunar Reconnaissance Orbiter.

- Образование сателлитных кратеров Филолай C, Филолай D, Филолай G относится к нектарскому периоду[1].

## Места посадок космических аппаратов

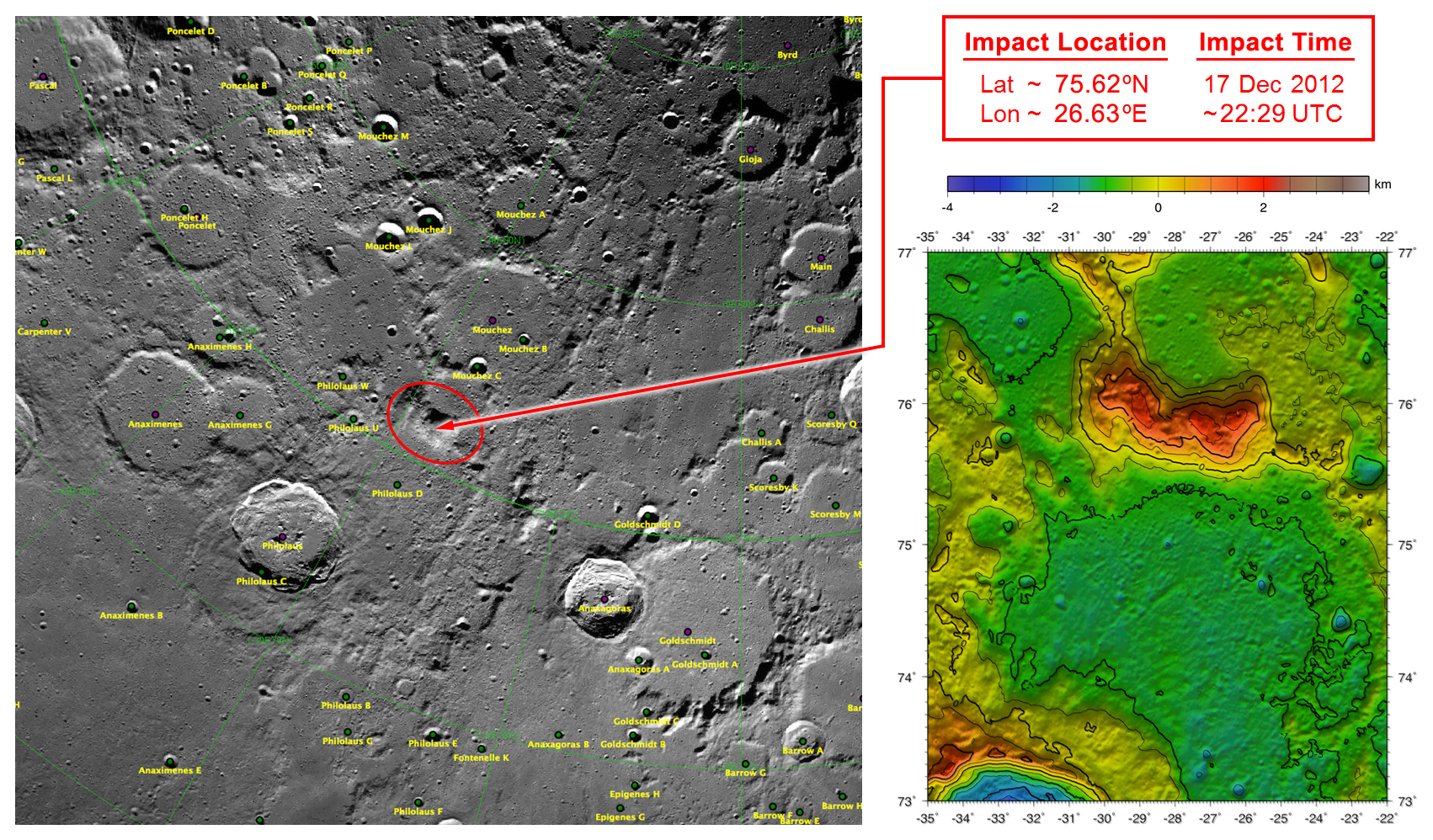
Иллюстрация NASA.

- 17 декабря 2012 года приблизительно в 90 км к северо-северо-востоку от кратера Филолай, в районе северной части вала сателлитного кратера Филолай D, в точках с селенографическими координатами 75°36′30″ с. ш. 33°24′15″ з. д. / 75,6083° с. ш. 33,4043° з. д.G и 75°39′01″ с. ш. 33°09′51″ в. д. / 75,6504° с. ш. 33,1643° в. д.G, после сведения с орбиты столкнулись с поверхностью Луны космические аппараты «Эбб» и «Флоу» миссии «The Gravity Recovery and Interior Laboratory (GRAIL)».